# クイズ!メモリアン
『クイズ!メモリアン』は、1987年4月9日から同年9月24日までテレビ朝日で放送されたクイズ番組である。

## 概要
「記憶力」をテーマとしたクイズ番組で、毎回3名ずつの芸能人で構成された「岡江チーム」と「中村チーム」が戦う。
1986年3月に『クイズタイムショック』が一旦終了して以来、同番組に替わって登場した『鶴ちゃんのおもいっきりポコポコ』と『鶴太郎の大人によくないテレビ』に続く片岡鶴太郎司会のバラエティ番組の第3弾で、『タイムショック』以来のクイズ番組となった。

## 放送時間
- 木曜 19:00 - 19:30 (JST) - この時間帯は当時ローカルセールス枠だったため、系列局であっても番組を放送しない局や遅れネットを行う局もあった。
  - 名古屋テレビでは、『クイズなんでも一番館』（朝日放送制作）を同時ネットしていたが、本番組を遅れネットするために回線を接続して裏撮りを行っていた[1]。

## 出演者
- 片岡鶴太郎（司会）
- 岡江久美子（岡江チーム・キャプテン）
- 山口良一（岡江チーム）
- 中村泰士（中村チーム・キャプテン）
- きゃんひとみ（アシスタント）

## ルール
第1回戦、第2回戦ともゲームタイトルは特に決めてなく、鶴太郎がルール説明込みで紹介していることも多々あった。

### 第1回戦
- まず16面マルチビジョン（4×4）に16個の文字が映し出され、解答者はその文字を記憶する。
- 終わったら文字を消し、解答者はその文字を使った言葉や文を作る。1文字に付き1点獲得。なお、同じ文字は重複できない。
  - たとえ面白くても、重複使用すると0点になる。そのため、2文字の単語で逃げるケースもあった。

### 第2回戦
- まずマルチビジョンに16文字以内の文章（たまに、オレたちひょうきん族、マイケル・ジャクソン、やっくん ふっくん もっくん等、固有名詞の場合もあった。）がバラバラに映し出される。解答者は制限時間内に答えられたら、文字数×2点獲得。
- 答えられなかったら文字を消し、解答者は1人ずつその中に入っていた文字を指定。指定された文字があったら、1文字につき1点追加。そして出された文字は、正式な文章のマスに映された。そして文章が分かって正解したら、文字数が点数として獲得できた。

### 一発逆転BINGO
- 4×4のビンゴボードのセットに1つのテーマに沿った言葉16個がパネルに映し出され（パネルの表面は黒で、この状態では言葉は見えないが、内蔵されているランプが光ると文字が浮かび上がる方式）、解答者はその16個の言葉を記憶する。その後、鶴太郎の「シャッフル、スタート!!」の掛け声と共に、週替わりのダンサー（チアガール、新体操、ラジオ体操など）の踊りと共にビンゴボードが回転して、ダンサーが16個の言葉をランダムに入れ替える（パネルはボックス式になっており、ボックスを外して入れ替える）。
  - 中期以後は、「シャッフル金子」という老人が中央で踊るようになった。
- シャッフル終了後、チーム交代で1人ずつ記憶を辿ってボードに書かれている言葉を答え、正解で、その場所のパネルの文字が浮かび上がる。
- これを繰り返し、解答が縦・横・斜めのいずれかに並べる事が出来たら勝利となり、1列並んだ「シングルビンゴ」なら20点、同時に2列並んだ「ダブルビンゴ」なら40点、同時に3列並んだ「トリプルビンゴ」なら60点（後に80点に引き上げられた）をビンゴ達成したチームの解答者がそれぞれ獲得。

最終的に得点の多いチームが優勝となり、カメラ・週替わりの賞品を獲得。また、勝ち負けに関係なく、最高得点者には個人賞が与えられた。

## 半年で終了
『木曜スペシャル』（日本テレビ）、『北斗の拳』（フジテレビ）に勝てず、『マシンロボ クロノスの大逆襲』（テレビ東京、後期では『キャプテン翼』の再放送）にまで抜かれてしまい、さらに1987年10月開始の『ニュースシャトルANN』（平日 19:20 - 20:00）の枠確保のため、半年で終了した。これにより、片岡鶴太郎司会の番組シリーズは3番組で終了した。

### 最終回
- 最終回は2回にわたって放送。まず最初の9月17日放送分では、過去の高得点者ベスト4を岡江・中村両チームに分けた「高得点者大会」が行われた。
- そして事実上の最終回となった9月24日放送分では、逆に低得点者ワースト4を両チームに分けた「オオボケ大会」が行われ、「一発逆転BINGO」では最初で最後の「ダブルビンゴ」を達成した（「トリプルビンゴ」は達成せずじまい）。そして個人賞は最高得点者でなく、最低得点者に「オオボケ賞」が与えられた。

## 備考
番組のトレードマークはニワトリだった。これは、「ニワトリは3歩歩くと忘れる」という意味から来ている。

## スタッフ
- 構成：川崎良、井辺清
- テーマ音楽：伊豆一彦
- タイトル：安田達夫
- タイトルデザイン：上坂光信
- ディレクター：今井真人
- プロデューサー：斉藤由雄
- 制作：皇達也
- 制作著作：テレビ朝日